# Stockbrunnen (Rouffach)
Pour les articles homonymes, voir Stockbrunnen.
Le stockbrunnen est un monument historique situé à Rouffach, dans le département français du Haut-Rhin.

## Localisation
Ce bâtiment est situé place du Maréchal-Foch à Rouffach.

## Historique
L'édifice fait l'objet d'une inscription au titre des monuments historiques depuis 1929.

## Architecture

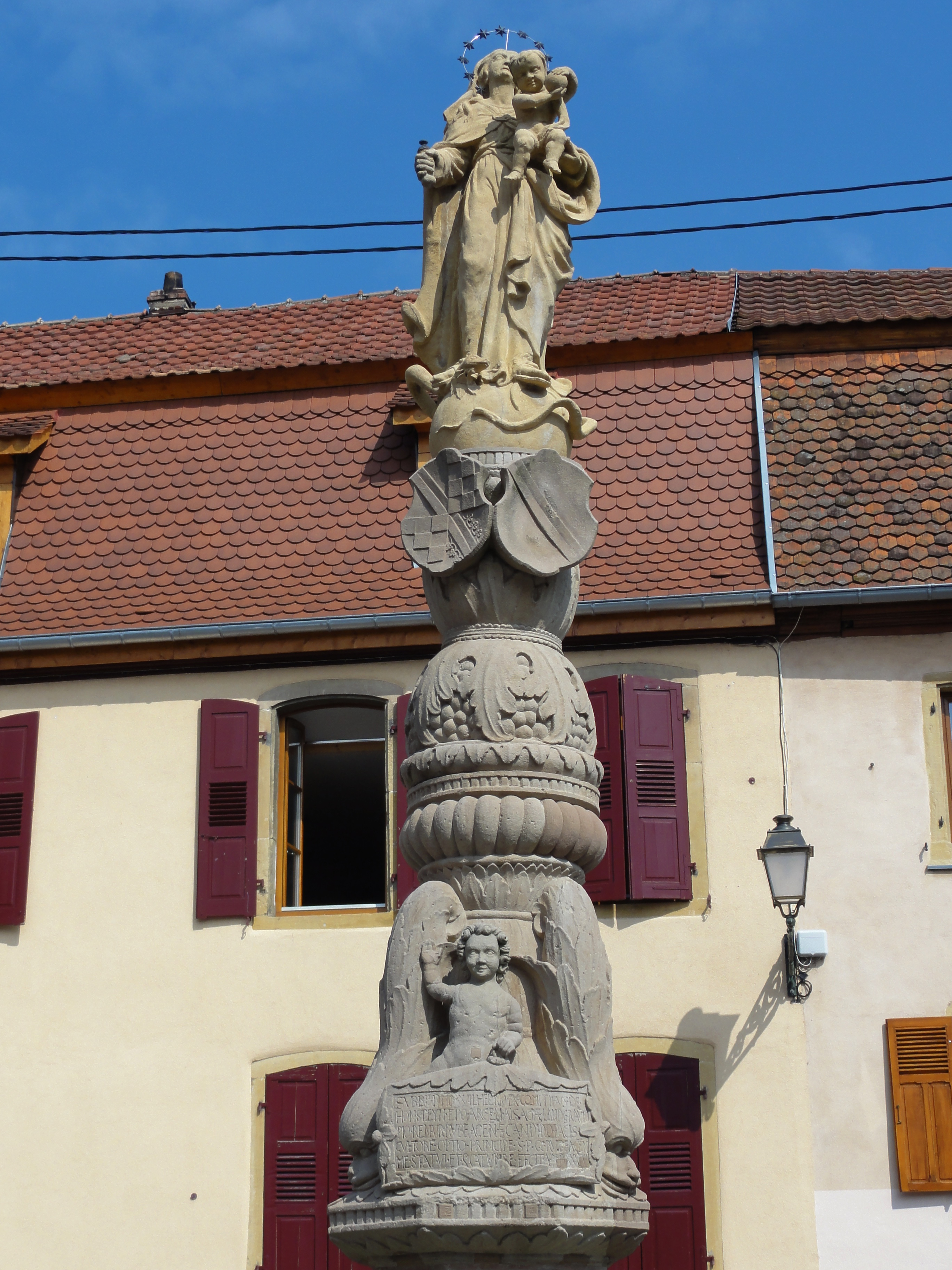
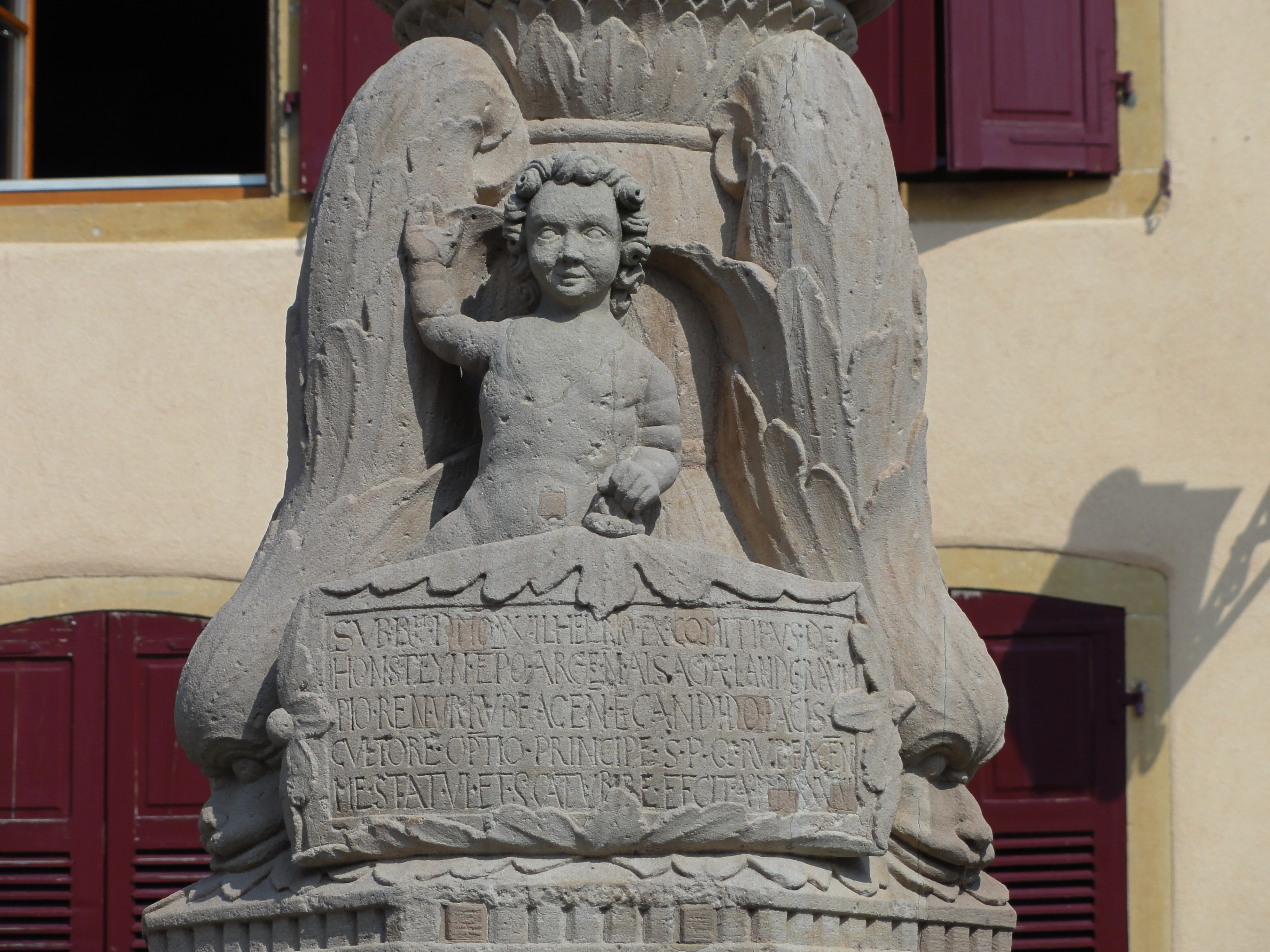